# Cheironitis pamphilus
Cheironitis pamphilus là một loài bọ cánh cứng trong họ Bọ hung (Scarabaeidae).